# Raleigh, North Carolina
Raleigh là thành phố thủ phủ của tiểu bang Bắc Carolina và là quận lỵ của Quận Wake. Raleigh nổi tiếng với biệt danh "thành phố của những cây sồi". Theo Cục Thống kê Dân số Hoa Kỳ, tính đến ngày 1 tháng 7 năm 2019, thành phố có dân số ước tính 474,069 người với diện tích 369.85 km² (142.8 dặm vuông), đưa nó trở thành một trong những thành phố phát triển nhanh nhất và cũng là thành phố lớn thứ 45 ở Mỹ. Thành phố Raleigh được đặt tên theo Sir Walter Raleigh.

## Liên kết
- Official website of Raleigh, NC
- Raleigh Chamber of Commerce
- From Crossroads to Capitol: the Founding and Early History of Raleigh, N.C. Lưu trữ ngày 17 tháng 11 năm 2011 tại Wayback Machine
- Raleigh, North Carolina trên DMOZ